# Pic Yuhua
Le pic Yuhua (chinois simplifié 玉华峰 ; chinois traditionnel 玉華峰 ; hanyu pinyin : yù huá fēng) est l'un des trois sommets du mont Sanqing en Chine.